# 上田真而子
上田 真而子（うえだ まにこ、1930年5月25日 - 2017年12月17日）は、日本のドイツ文学者、翻訳家。

## 来歴・人物
和歌山県高野町、又は広島県生まれ。夫は哲学者の上田閑照。
京都府立女子専門学校卒業後、西ドイツへ留学、マールブルク大学中退。京都ドイツ文化センターに勤務後、ドイツ児童文学の翻訳活動に専念。1982年に『はてしない物語』（（ミヒャエル・エンデ作）で日本翻訳文化賞、1988年に『あの年の春は早くきた』（で国際アンデルセン賞国内賞をそれぞれ受賞した。

## 著書
- 『幼い日への旅』（福音館書店、福音館日曜日文庫） 1994
- 『おばけさんとのやくそく』（福音館書店、福音館創作童話シリーズ） 2004

## 翻訳
- 『わたしジャネット1年生よ』（イルメラ＝ブレンダー、偕成社） 1977年
- 『きつねのニケル 子ぎつねとこどもたちの愛の物語』（ケーテ＝レヒァイス、偕成社） 1980年
- 『レムラインさんの超能力』（ティルデ・ミヒェルス、岩波少年文庫） 1980年
- 『熊とにんげん』（ライナー・チムニク、偕成社） 1982年、のち福武文庫
- 『だれが君を殺したのか』（イリーナ・コルシュノウ、岩波書店） 1983年
- 『あの年の春は早くきた』（クリスティーネ・ネストリンガー、岩波書店） 1984年
- 『ブラネックさんにご注意!』（クリスティーネ・ネストリンガー、岩波書店） 1987年
- 『夢のつづきのそのまたつづき リッペルのぼうけん』（パウル＝マール、偕成社） 1988年
- 『しかのハインリッヒ』（フレッド・ロドリアン、福音館書店、世界傑作絵本シリーズ） 1988年
- 『白いオオカミ』（ベヒシュタイン、岩波少年文庫） 1990年
- 『バーバラへの手紙』（レオ・メーター、岩波書店） 1991年
- 『まほうつかいのでし ゲーテのバラードによる』（福音館書店） 1995年
- 『ろばのナポレオン』（レギーネ・シントラー、福音館書店、世界傑作絵本シリーズ） 1995年
- 『大きな大きなおだんごおなべ』（パウル＝マール、偕成社） 1997年
- 『彼の名はヤン』（イリーナ・コルシュノフ、徳間書店） 1999年
- 『波紋』（ルイーゼ・リンザー、岩波少年文庫） 2000年
- 『クルミわりとネズミの王さま』（ホフマン、岩波少年文庫） 2000年
- 『いつもだれかが…』（ユッタ・バウアー、徳間書店） 2002年
- 『ハイジ』（ヨハンナ・シュピリ、岩波少年文庫） 2003年
- 『隻手の音なき声 ドイツ人女性の参禅記』（リース・グレーニング、筑摩書房） 2005年
- 『レクトロ物語』（ライナー・チムニク、福音館文庫） 2006年
- 『きつねのライネケ』（ゲーテ、岩波少年文庫） 2007年
- 『バンビ 森の、ある一生の物語』（フェリクス・ザルテン、岩波少年文庫） 2010年

### バルバラ・バルトス＝ヘップナー
- 『コサック軍シベリアをゆく』（バルトス＝ヘップナー、岩波書店） 1973年
- 『急げ草原の王のもとへ』（バルバラ・バルトス＝ヘップナー、岩波書店） 1975年
- 『なだれだ! 行けそうさく犬』（バルトス＝ヘップナー、冨山房） 1980年

### ペーター＝ヘルトリング
- 『ヒルベルという子がいた』（ペーター＝ヘルトリング、偕成社） 1978年、のち文庫
- 『おばあちゃん』（ペーター＝ヘルトリング、偕成社） 1979年
- 『ベンはアンナが好き』（ペーター＝ヘルトリング、偕成社） 1983年
- 『ヨーンじいちゃん』（ペーター＝ヘルトリング、偕成社） 1985年
- 『ぼくは松葉杖のおじさんと会った』（ペーター＝ヘルトリング、偕成社） 1988年
- 『ひとりだけのコンサート』（ペーター＝ヘルトリング、偕成社） 1991年
- 『おくればせの愛』（ペーター＝ヘルトリング、岩波書店） 1992年
- 『屋根にのるレーナ』（ペーター＝ヘルトリング、偕成社） 1997
- 『風に向かっての旅』（ペーター＝ヘルトリング、偕成社） 2003年

### ミヒャエル・エンデ
- 『はてしない物語』（ミヒャエル・エンデ、佐藤真理子共訳、岩波書店） 1982年6月、のち全集、少年文庫）
- 『ジム・ボタンの機関車大旅行 ジム・ボタンの冒険1』（ミヒャエル・エンデ、岩波書店） 1986年、のち文庫
- 『ジム・ボタンと13人の海賊 ジム・ボタンの冒険2』（ミヒャエル・エンデ、岩波書店） 1986年、のち文庫

### ベンノー・プルードラ
- 『白い貝のいいつたえ』（ベンノー・プルードラ、評論社） 1985年
- 『ぼくたちの船タンバリ』（ベンノー・プルードラ、岩波少年文庫） 1998年
- 『マイカのこうのとり』（ベンノー・プルードラ、岩波書店） 2008年
- 『氷の上のボーツマン』（ベンノー・プルードラ、岩波書店） 2009年

### ヴィルヘルム・ブッシュ
- 『いたずらカラスのハンス』（ヴィルヘルム・ブッシュ、岩波書店、ブッシュの絵本） 1986年
- 『いたずら子犬ポシャンとポトム』（ヴィルヘルム・ブッシュ、岩波書店、ブッシュの絵本） 1986年
- 『マクスとモーリツのいたずら』（ヴィルヘルム・ブッシュ、岩波書店、ブッシュの絵本） 1986年
- 『黒いお姫さま ドイツの昔話』（ヴィルヘルム・ブッシュ、福音館書店） 1991年

### ハンス・ペーター・リヒター
- 『あのころはフリードリヒがいた（ドイツ語版）』（ハンス・ペーター・リヒター（ドイツ語版）、岩波少年文庫） 1977年
- 『若い兵士のとき』（ハンス・ペーター・リヒター、岩波少年文庫） 1995年
- 『ぼくたちもそこにいた』（ハンス・ペーター・リヒター、岩波少年文庫） 1995年